# Лили Иванова
Лилијана Иванова Петрова, (Кубрат, 24. април 1939) познатија као Лили Ивано̀ва, је бугарска поп певачица. Од 1961. године развија континуирану извођачку и концертну делатност, снима песме и албуме, наступа у медијима, учествује у телевизијским програмима, снима у спотовима. Проглашена је за „Највећу бугарску поп уметницу свиһ времена“ са специјалном наградом БГ Радио 2023. године.

## Биографија
Рођена је под именом Љиљана Иванова Петрова у малом бугарском месту Кубрату.
Средњу медицинску школу завршила је у Варни где је као медицинска сестра радила кратко време.
Певачку каријеру почела је почетком 1960-их година. Прво званично признање добила је 1963. године на наступу у поторишту у Букурешту . Исте године снимила је и свој први албум. Неколико година касније, у Бугарској 1967. године, изашао је њен други албум „Море младих”. За разлику од прва два, трећи албум снимила је у Москви у 1968. године.
Каријеру је започела певањем популарних италијанских, француских и руских хитова. Њена музика из 1960-их и 1970-их година обележена је сложеним, богатим и драматичним прелазима од балада до гласне музике уз пратњу електричних гитара, са акцентима клавира а понекад и уз пратњу хора. Након излазска из моде овакве врсте музике, Иванова је кренула другим музичким правцем извођењем музике уз пратњу електричних музичких инструмената.
Од 2000. године, на њеним концертима уживо су наступали музичари, углавном пијанисти, виолинисти, гитаристи и саксофонисти. Током своје каријере показивала је интересовање за експериментисање са новим звуцима што је проширило њен репертоар са композицијама од рока, блуза и џеза до етно музике.

## Каријера
У периоду од 1981—1987. године, живела је и радила у Немачкој. Током ових година снимила је неколико албума: 1981, 1982, дует дуо са Асеном Гарговим 1983. године и дупли албум „Срце близу тебе” 1984. године, затим „Лили 86” 1986. године и „Велико венчање” 1989. године.
Током 2000. године достигла је врхунац каријере. Песма „Ветрови” постала је највећи хит.
Наредних година одржала је највећим концертном. Учествовала је на великим догађајима у Бугарској, наступала у Националној палати културе. Припала јој је и част да 9. јануара 2009. године да наступи у Олимпијској дворани у Паризу.
Током своје дуге певачке каријере опробала се у певању разних стилова и наступала заједно са више бендова.
Снимила је и објавила 35 албума и 29 синглова у Бугарској, Совјетском Савезу, Румунији, Турској, Немачкој и Шпанији. О броју продатих албума не постоји тачан број. Према подацима некадашњег директора музичке куће Балкатрон, од 1968. до 1986. године, у Совјетском Савезу, тираж продатих албума премашио је милион продатих примерака.

## Награде
- Награда „Златни Кључ” - 1966. године у Братислави, која је уједно и прво признање које је добила.[4]
- Најпознатија жена у 20. веку - 1997. године, Награда „Међународног удружења жена” које је и номиновало за ову награду
- Медаља "Стара Планина" - 1999. године, највећа државна награда Бугарске за допринос бугарској поп музици
- Десет међународних награда и бројних локалних признања
- „Златна плоча” - награда за продатих два милиона примерака за годину дана